# Tiro ai Giochi della VII Olimpiade - Carabina militare a terra 300m individuale
La competizione della Carabina militare a terra 300m individuale  di tiro a segno ai Giochi della VII Olimpiade si tenne il 30 luglio 1920 a Camp de Beverloo, Leopoldsburg.

## Risultati
Distanza 300 metri. 10 colpi in posizione prona.
| Pos.    | Concorrente        | Nazione     | Punti | Spareggio |
| ------- | ------------------ | ----------- | ----- | --------- |
| Oro     | Otto Olsen         | Norvegia    | 60    |           |
| Argento | Léon Johnson       | Francia     | 59    | 58        |
| Bronzo  | Fritz Kuchen       | Svizzera    | 59    | 57        |
| 4       | Vilho Vauhkonen    | Finlandia   | 59    | 56        |
| 5       | Achille Paroche    | Francia     | 59    | 56        |
| 6       | Erik Blomqvist     | Svezia      | 58    |           |
| 6       | Mauritz Eriksson   | Svezia      | 58    |           |
| 6       | Hugo Johansson     | Svezia      | 58    |           |
| 6       | Lloyd Spooner      | Stati Uniti | 58    |           |
| 6       | Albert Helgerud    | Norvegia    | 58    |           |
| 6       | Olaf Sletten       | Norvegia    | 58    |           |
| ?       | Lars Jørgen Madsen | Danimarca   | 57    |           |
| ?       | Ture Holmberg      | Svezia      | 57    |           |
| ?       | Werner Jernström   | Svezia      | 57    |           |
| ?       | Harry Adams        | Stati Uniti | 57    |           |
| ?       | Willis Lee         | Stati Uniti | 56    |           |
| ?       | Fred Hird          | Stati Uniti | 55    |           |
| ?       | Joe Jackson        | Stati Uniti | 54    |           |
| ?       | Erik Sætter-Lassen | Danimarca   | n/d   |           |
| ?       | Niels Larsen       | Danimarca   | n/d   |           |
| ?       | Christen Møller    | Danimarca   | n/d   |           |
| ?       | Anton Andersen     | Danimarca   | n/d   |           |